# 보잉 747 드림리프터
보잉 747 드림리프터(영어: Boeing 747 Dreamlifter, 원 이음은 Large Cargo Freighter)는 에바 항공과 제너럴 일렉트릭사가 공동으로 보잉의 항공기 부품들과 자재들을 운반하기 위해 보잉 747 항공기를 화물 수송용으로 개조한 기종이다. 현재 아틀라스 항공이 2010년부터 보잉으로부터 9년간 계약해 운항하고 있다. 기존 보잉 747-400의 날개끝의 윙렛이 없어졌다.

## 제원[1]
| 모형            | 747 LCF                        | 747-400                                                              |
| --------------- | ------------------------------ | -------------------------------------------------------------------- |
| 조종실 승무원   | 2                              | 2                                                                    |
| 길이            | 235 ft 2 in (71.68 m)          | 231 ft 10 in (70.6 m)                                                |
| 날개 길이       | 211 ft 5 in (64.4 m)           | 211 ft 5 in (64.4 m)                                                 |
| 높이            | 70 ft 8 in (21.54 m)           | 63 ft 8 in (19.4 m)                                                  |
| 동체 폭         | 27 ft 6 in (8.38 m)            | 21 ft 4 in (6.50 m)                                                  |
| 자체 중량       | 180,530 kg (398,000 lb)        | 179,015 kg (394,660 lb)                                              |
| 최대 이륙 중량  | 364,235 kg (803,000 lb)        | 396,890 kg (875,000 lb)                                              |
| 순항 속도       | 마하 0.82 (474 kt, 878 km/h)   | 마하 0.86 (491 kt, 910 km/h)                                         |
| MTOW시 이륙거리 | 9,199 ft (2,804 m)             | 9,902 ft (3,018 m)                                                   |
| 항속거리        | 4,200 nmi (4,800 mi; 7,800 km) | 7,260 nmi (8,350 mi; 13,450 km)                                      |
| 연료 용량       | 52,609 U.S. gal (199,150 L)    | 57,285 U.S. gal (216,850 L)                                          |
| 엔진 모델 (x 4) | PW 4062                        | PW 4056 또는 PW 4062 GE CF6-80C2B5F RR RB211-524G/H                  |
| 엔진 추력       | 63,300 lbf (282 kN)            | PW 63,300 lbf (282 kN) GE 62,100 lbf (276 kN) RR 59,500 lbf (265 kN) |

출처: 보잉 747-400 사양,보잉 747 에어포트 리포트

## 같이 보기
- 보잉 747
- 에어버스 벨루가
- 에어버스 벨루가 XL
- 안토노프 An-225

## 사진

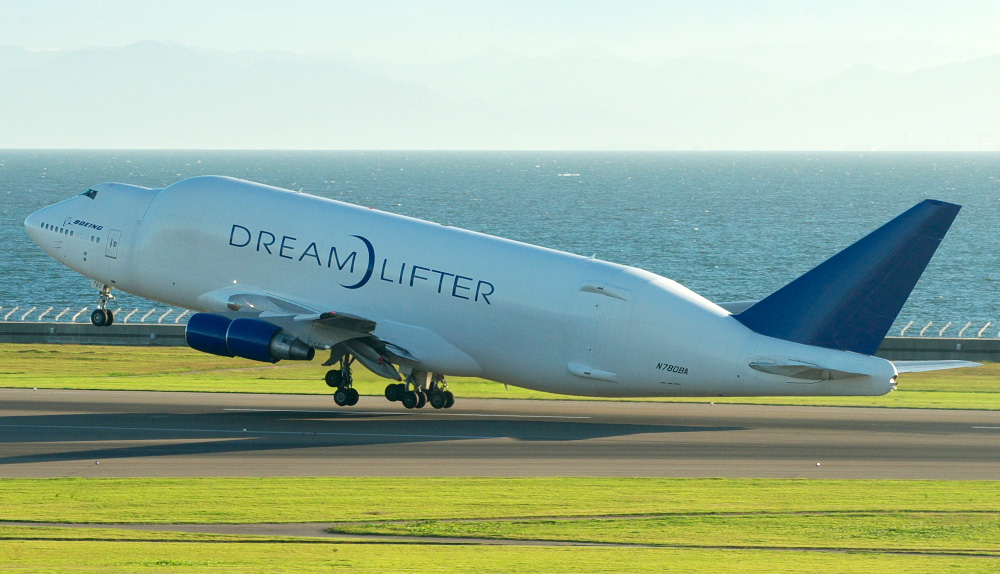
주부 국제공항에서 이륙하고 있는 보잉 747 드림리프터
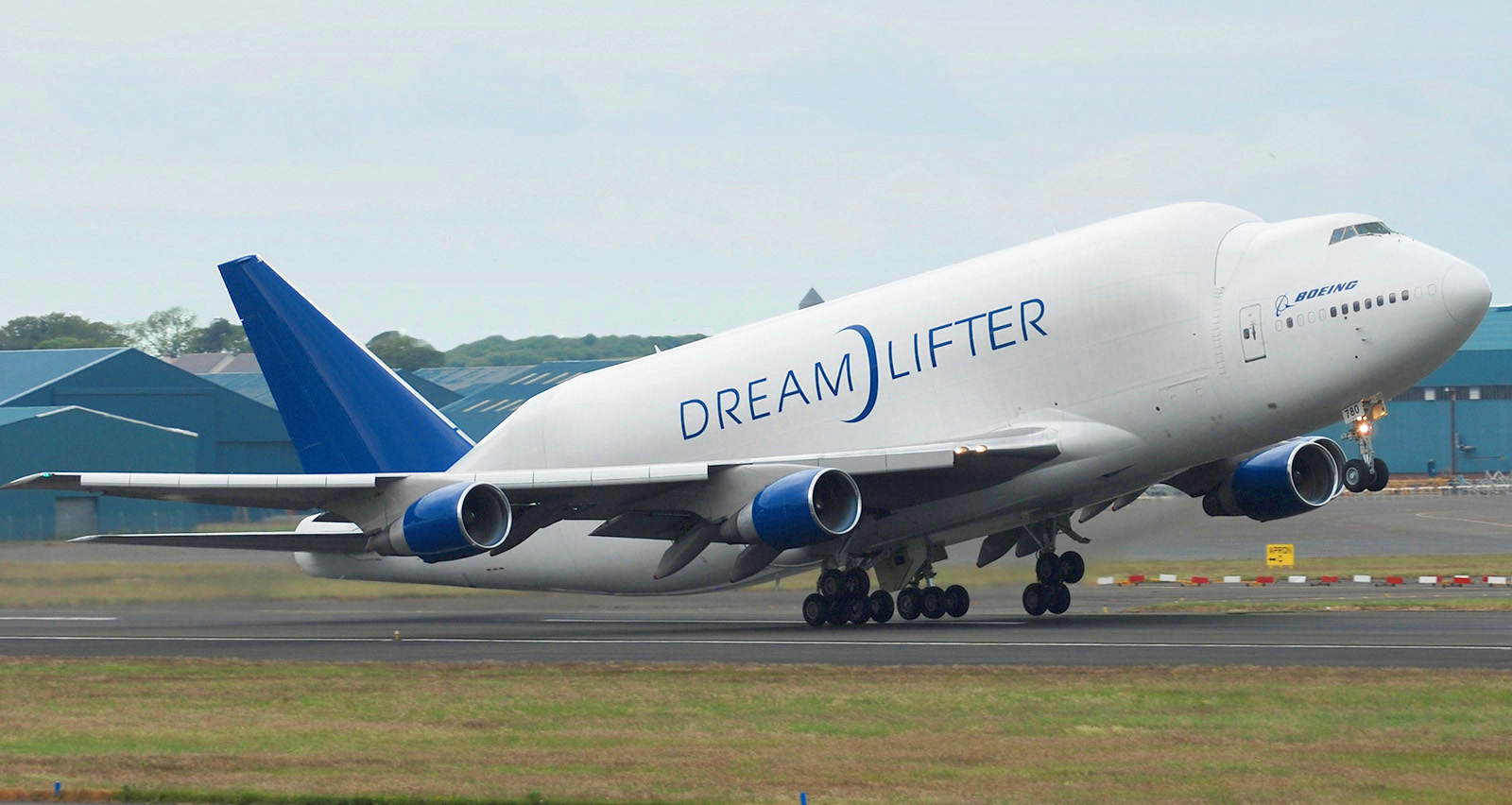
보잉 747 LCF 비행기가 이륙하는 장면
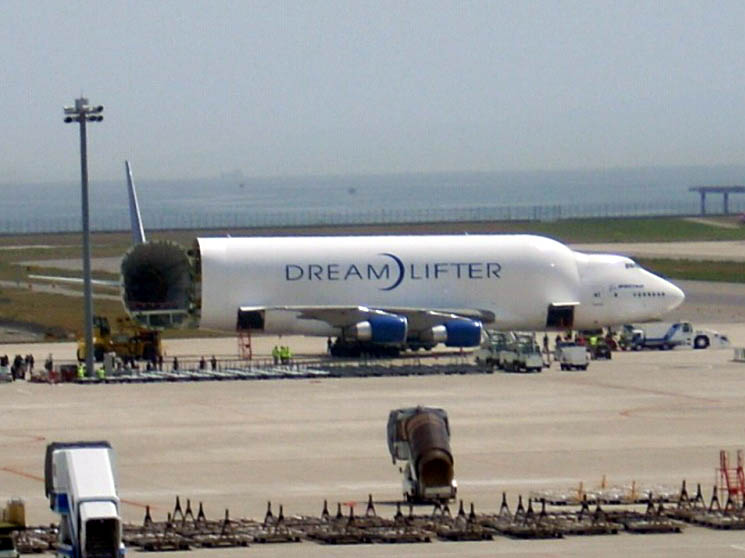
뒤부분이 열린 보잉 747 LCF
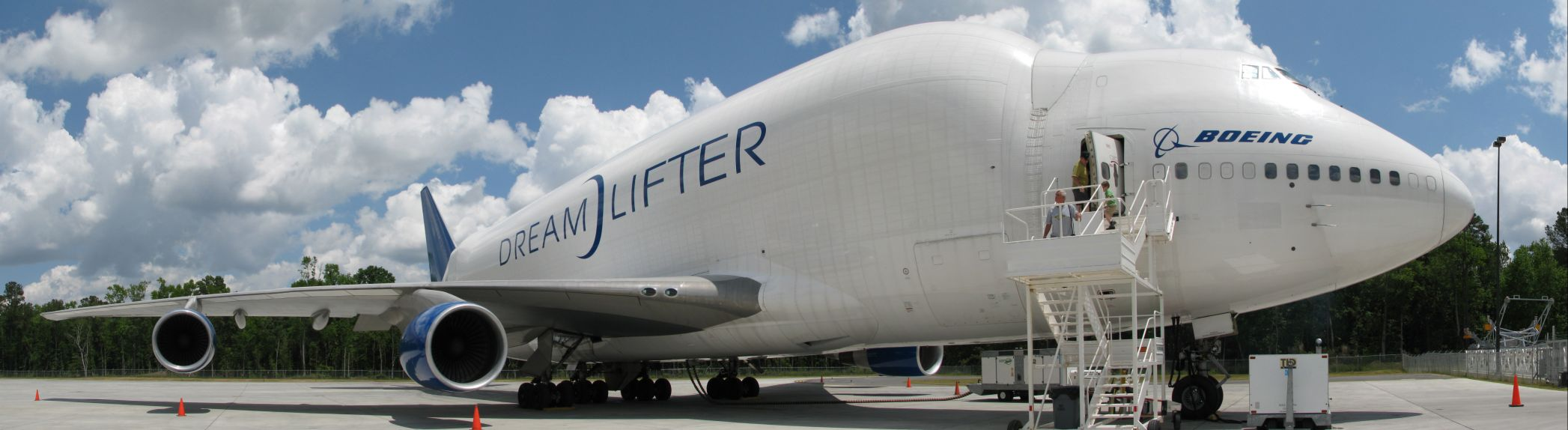
보잉 747 LCF의 광각 사진
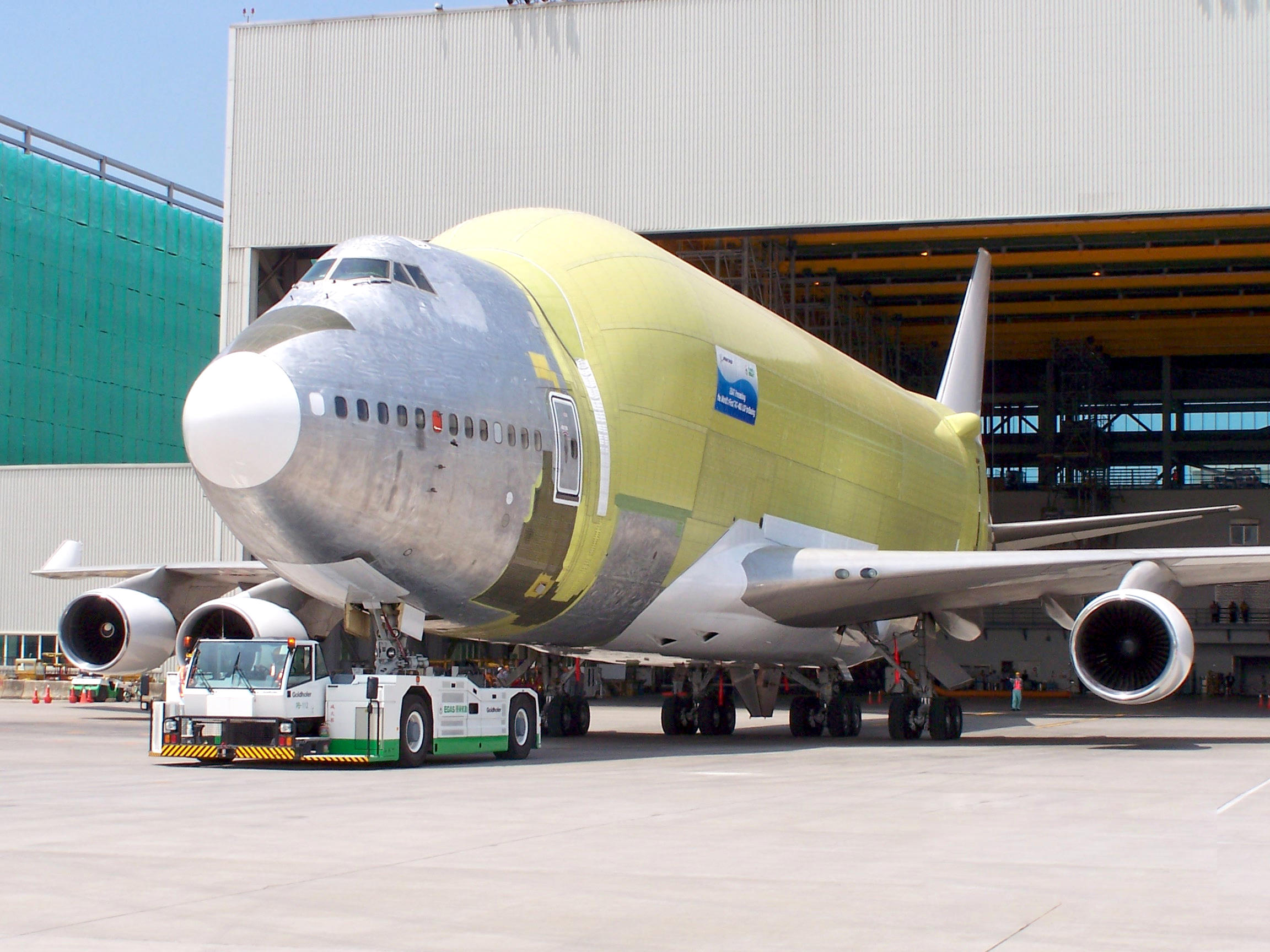
위장막을 치고 나오는 보잉 747 LCF
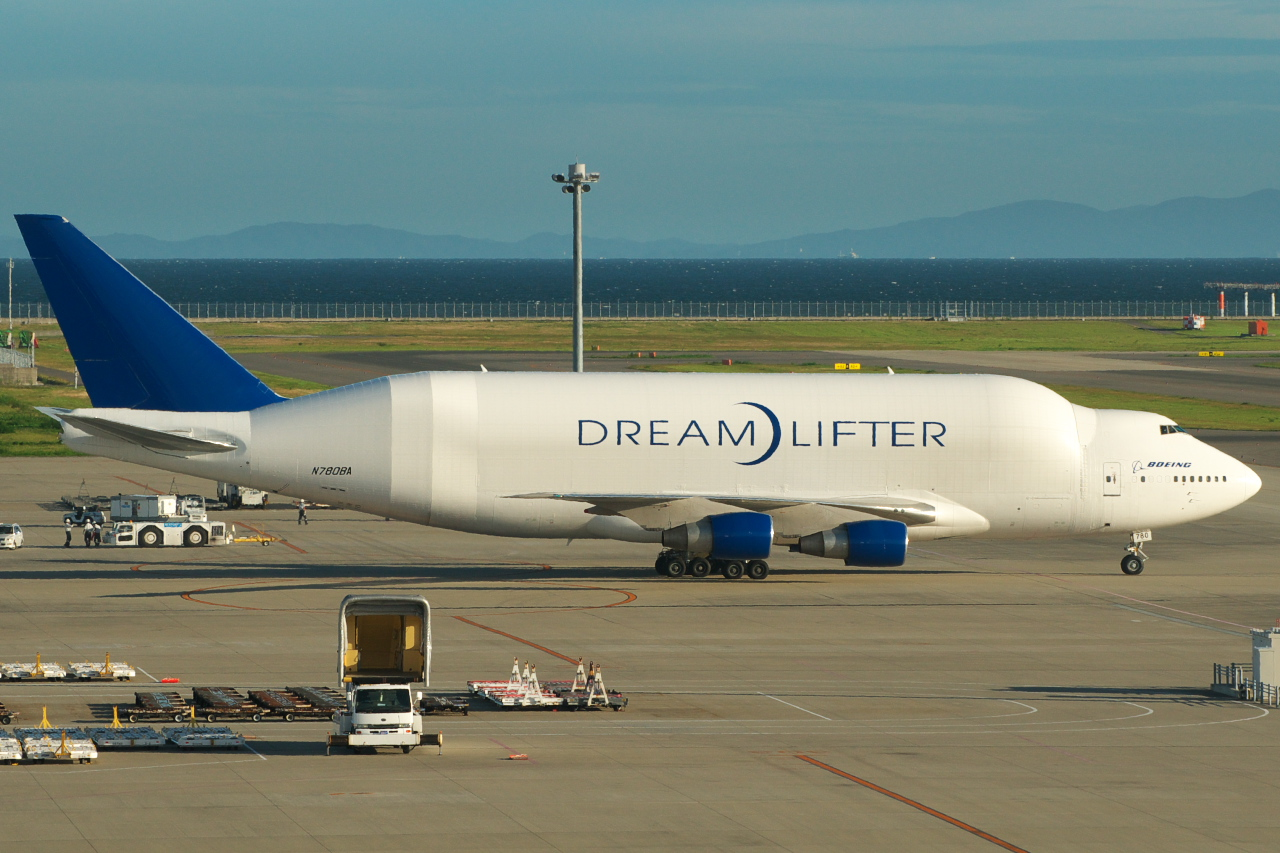
보잉 747 LCF의 사진